# إعمار إقليمي

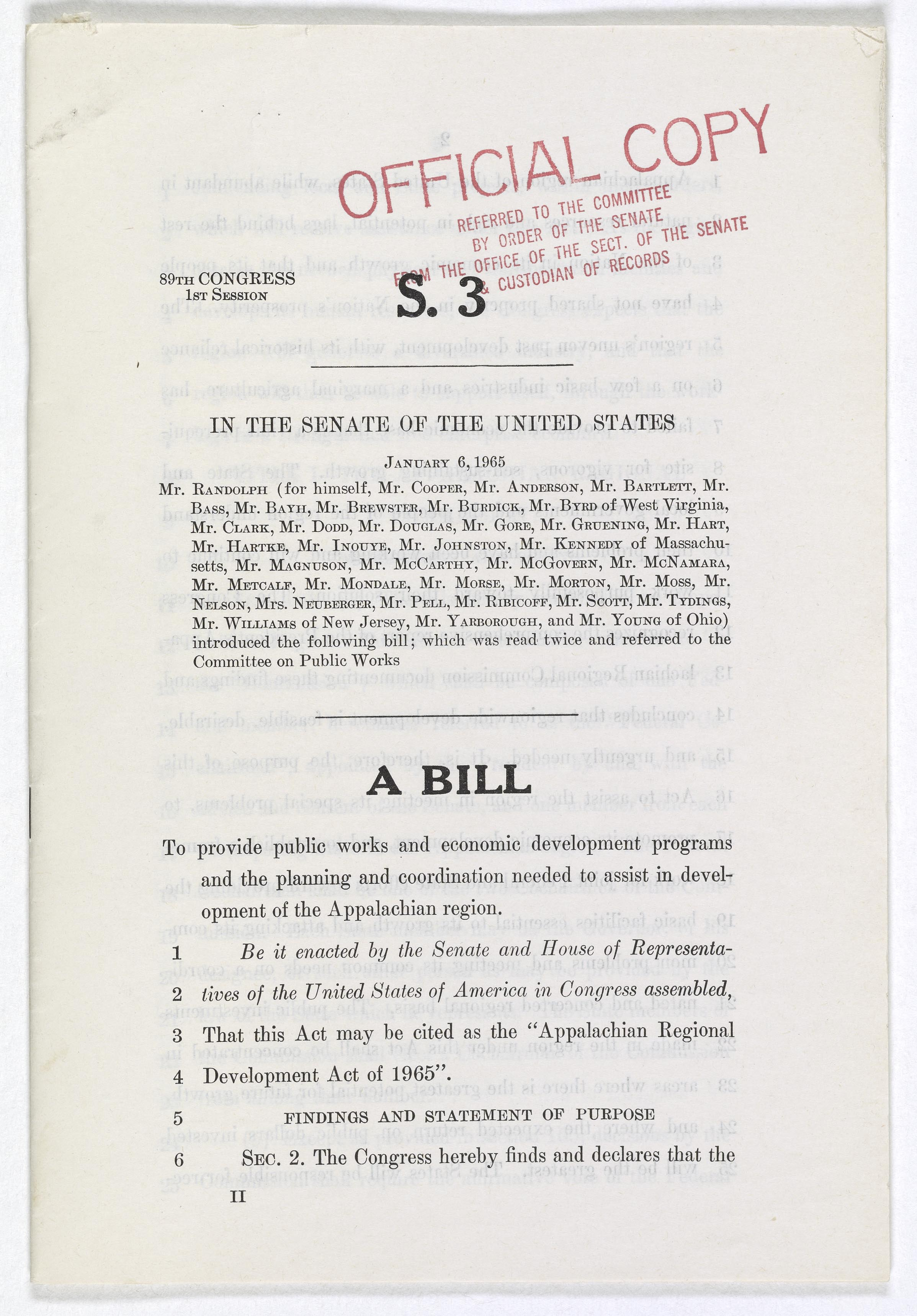
مشروع قانون تنمية الأبلاش الإقليمي (S.3) – دعم التنمية الاقتصادية في منطقة الأبلاش، الولايات المتحدة، 1965

الإعمار في العلاقات الدولية يشير إلى توفير التمويل وأنواع المساعدة الأخرى لأقاليم أقل تنمية اقتصادية. الإعمار الإقليمي قد يكون وطني أو دولي. إذ قد يتنوع آثار ونطاق الإعمار الإقليمي حسب تعريف الإقليم، وكيف يعرف الإقليم وحدوده داخليا وخارجيا.